# クロブル
クロブル（仏: Coulobres）は、フランスのオクシタニー地域圏、エロー県に属するコミューン。住民はクロブレ（Coulobrais）と呼ばれる。

## 地理
ベジエから北北東に13km、セルヴィアンから北西に3.5kmいった平地に位置する。北西から南東にかけ、約700mにわたり家々が立ち並び、屋根はみな南仏特有のオレンジ色をしている。東でアベイアン、南西でエスポンダイアンの各コミューンと隣接する。西には幹線道路のD15が南北に通っている。

## 行政
- 首長：モニーク・モリニエ（Monique Molinier、2002年から）
- 前首長：ヴァンサン・ピガノー（Vincent Piganeau、2001年3月から2002年）

## 人口の推移
| 1962年 | 1968年 | 1975年 | 1982年 | 1990年 | 1999年 | 2007年 |
| ------ | ------ | ------ | ------ | ------ | ------ | ------ |
| 192    | 193    | 152    | 193    | 202    | 230    | 290    |

INSEEより。